# Terry McAulay

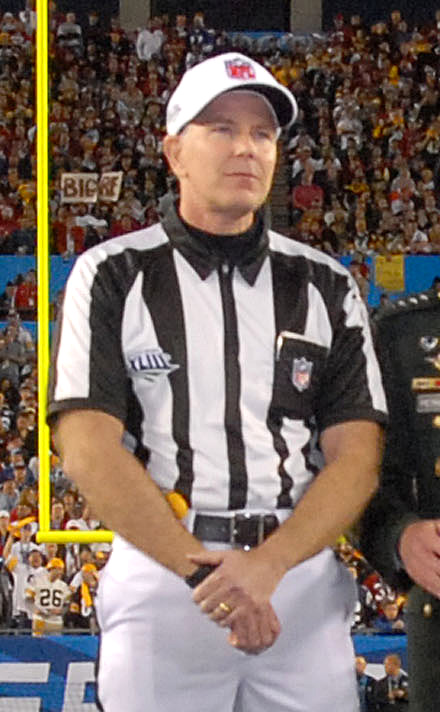
McAulay beim Super Bowl XLIII

Terry McAulay (* 1959/1960) ist ein ehemaliger US-amerikanischer Schiedsrichter in der National Football League (NFL) und ehemaliger Schiedsrichterbeauftragter der American Athletic Conference.
McAulay leitete sechs Conference Championship Games und drei Super Bowls: Super Bowl XXXIX, Super Bowl XLIII und Super Bowl XLVIII.

## Persönliches
McAuley wuchs in Hammond, Louisiana auf und besuchte die Louisiana State University, wo er einen Abschluss in Computerwissenschaften erlangte. Ab 1982 arbeitete er dann für die National Security Agency als Softwareentwickler. 2008 gab er diese Anstellung auf.

## Schiedsrichterkarriere

### Anfangszeit
McAulays begann 1976 seine Schiedsrichterkarriere. Anfangs wurde er vor allem in Highschool-Spielen eingesetzt, ging dann aber zum College Football. Zwischen 1994 und 1997 war er Referee in der Atlantic Coast Conference und war 1998 Referee im ersten BCS National Championship Game.

### NFL

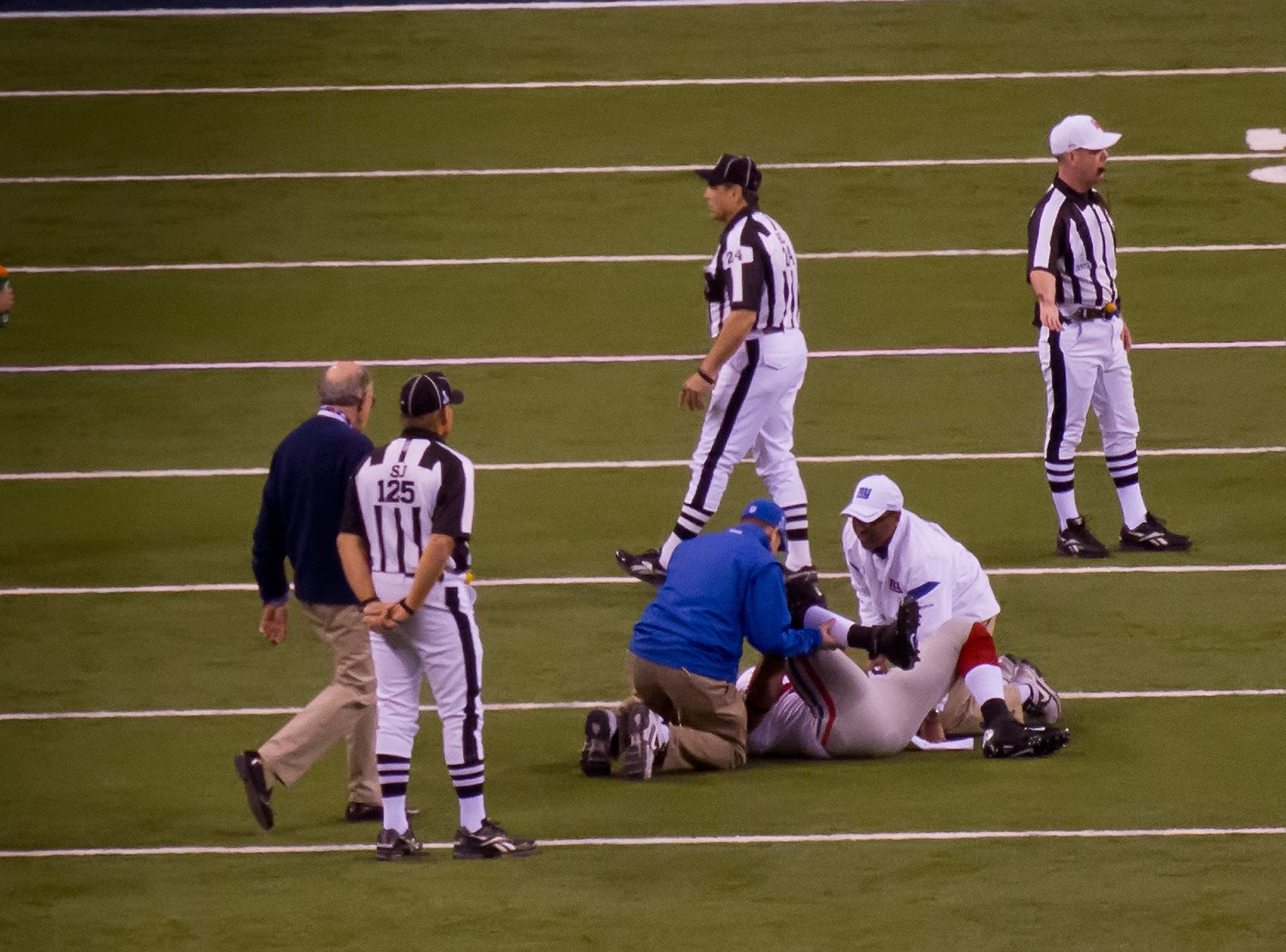
McAulay (rechts) beim Super Bowl XLVI

1998 wurde McAulay Schiedsrichter in der NFL. Zur Saison 2001 wurde er zum Referee ernannt. Er trägt seitdem die Nummer 77.
Für Kritik sorgte insbesondere seine Entscheidung bei einem Spiel zwischen den Jacksonville Jaguars und den Cleveland Browns am 16. Dezember 2001. Bei einem 4. Down & 2 fing der Browns-Wide-Receiver Quincy Morgan einen Pass für ein neues First Down. Nachdem Quarterback Tim Couch den Ball im nächsten Spielzug spikete um die Uhr anzuhalten verkündete McAulay, dass Morgans Fang überprüft werden würde, und die Video-Schiedsrichter ihn bereits vor dem Spike kontaktiert hätten. McAulay verkündete darauf, dass der Videobeweis gezeigt hätte, dass der Ball von Morgan nicht kontrolliert worden war, weshalb die führenden Jaguars den Ball bekamen. Fans der Browns warfen daraufhin Plastikflaschen auf das Feld und die Schiedsrichter, worauf McAulay das Spiel vorzeitig beendete. NFL Commissioner Paul Tagliabue gab jedoch die Anweisung, dass das Spiel weiterzuführen ist. Das Spiel wurde mit 35-minütiger Verspätung wieder angepfiffen und die Jaguars ließen die Zeit auslaufen und gewannen so das Spiel.
2008 wurde er Schiedsrichterbeauftragter der Big East Conference und belegte 2013 dieselbe Position ihres Nachfolgers, der American Athletic Conference. 2018 wurde er mit der Umstellung von einem Einpersonensystem auf ein Dreipersonensystem von dieser Position entbunden.
Nach seinem Rücktritt wurde Shawn Smith zum Hauptschiedsrichter befördert.
Nach seiner aktiven Karriere nahm er einen Analystenjob bei NBC Sports für Sunday Night Football an.